# Quercus brantii
Quercus brantii és una espècie de roure que pertany a la família de les fagàcies.

## Hàbitat
Espècie nativa de l'Àsia Menor (est de Turquia, Monts Zagros) de 300 a 1700 m.

## Descripció
Arbre tardanament caducifoli de fins a 10 m d'alt i 0,8 m de diàmetre de tronc. Fulles de tres lòbuls, de 7-15 cm de llarg i 4-11 d'ample, lòbuls acuminats, glabres, en la cara superior de color verd oliva, i en la cara inferior més clares, marges sencers o lleugerament cisellades, pecíols 12-15 mm de llarg. Les glans ovoïdals o subcilíndriques de 3-4,5 cm de llarg i 2,3-2,6 cm de diàmetre, amb una tassa semiesfèrica que cobreix la meitat del fruit. La seva maduració és de dos anys i les glans són comestibles.
Les flors masculines fan inflorescències 4-5 cm de llarg; els pistils fan una inflorescència de 15 cm de llarg, amb 1 o 2 tasses.
L'escorça té moltes fissures, grisa, branques gruixudes, difusió, branquetes joves amb pubescència groguenca; gemmes 2-5 mm de llarg, cònic, angle, pubescents.
Creix a tota mena de sòls, però prefereix els calcaris. És molt resistent a la sequera i té un creixement lent en el cultiu.

## Miscel·lània
Subgènere Quercus, secció Cerris.
S'hibrida amb el Quercus libani (= Q.x oophora Kotschy 1862, = Q. brantii subsp oophora (Kotschy) O.Schwarz 1936), i amb el Quercus infectoria (= Q.x squamulosaDjavanchir 1977).

## Sinonímia
- persica Jaubert &t Spach 1843
- brantii subsp persica (Jaub. & Spach) O.Schwarz 1936
- aegilops subsp brantii (Lindl.) A.Camus 1936
- aegilops subsp persica (Jaub. & Spach) Blakelock 1951

## Subespècies i varietats
En la seva àrea de distribució, aquesta espècie és molt variable en l'aspecte de les fulles i les característiques de la seva cúpula. S'ha descrit diverses varietats:
- Var. brantii: cúpules mitja volta-cònica, amb lanceolades o àmplia, escales lineals, els inferiors i els adpresos superior recorbats.
- Var. belangeri (A. DC) Zohary 1961 (= Q.persica var belangeri A.DC 1864.): cúpula amb filiforme llarg (2-3 cm) escales superiors, més àmplies escales inferiors.
- Var. persica (Jaub. i Spach) Zohary 1961: cúpula amb forma d'embut fruit fusiforme.